# رزين بن معاوية
رزين بن معاوية. هو أبو الحسن رزين بن معاوية العبدري السرقسطي. إمام محدث شهير،
جاور بمكة دهراً، وسمع بها «صحيح البخاري» من عيسى بن أبي ذر، و «صحيح» مسلم من أبي عبد الله الطبري.
حدث عنه: قاضي الحرم أبو المظفر محمد بن علي الطبري، والزاهد أحمد بن محمد بن قدامة والد الشيخ أبي عمر، والحافظ أبو موسى المديني، والحافظ ابن عساكر وقال: كان إمام المالكيين بالحرم.
توفي بمكة في المحرم سنة خمس وثلاثين وخمس مائة هـ وقد شاخ.

## مؤلفاته
- تجريد الصحاح الستة

يعتبر كتاب تجريد الصحاح الستة في الحديث من جمع رزين العبدري من كتاب البيوع باب التجارة في الميتة وجلدها والخمر إلى نهاية باب حسن القضاء إذا فوضه إلى أجل تحقيق ودراسة القسم العاشر من المراجع الهامة بالنسبة للباحثين والمتخصصين في مجال دراسات الحديث الشريف.